# Букреєвка (Калузька область)
Букреєвка (рос. Букреевка) — присілок в Ферзиковському районі Калузької області Російської Федерації.
Населення становить 0 осіб. Входить до складу муніципального утворення Присілок Аристово.

## Історія
Від 2004 року входить до складу муніципального утворення Присілок Аристово

## Населення
| 2002 | 2010 | 2011 |
| ---- | ---- | ---- |
| 1    | ↘0   | →0   |